# Kwai Lun-Mei

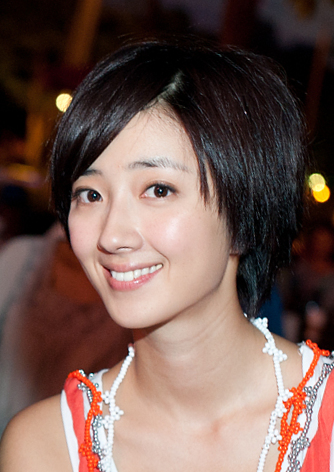
Kwai Lun-mei (2010)

Kwai Lun-Mei, auch Gwei Lun Mei (chinesisch 桂綸鎂, Pinyin Guì Lúnměi, Tongyong Pinyin Guèi Lúnměi; * 25. Dezember 1983), ist eine taiwanische Schauspielerin. Sie hatte in ihrer Heimat bereits in mehreren Filmen gespielt, ehe sie mit der Rolle der Xiaoyu in Jay Chous Secret den Durchbruch schaffte und größere Bekanntheit erlangte.
Kwai studierte Französisch an der Jean-Moulin-Universität in Lyon.

## Filmografie (Auswahl)

### TV-Serien
- 2006: Dangerous Mind
- 2007: Police et vous

### Filme
- 2002: Blue Gate Crossing
- 2003: Sound of Colors
- 2004: The Passage
- 2007: The Most Distant Course
- 2007: Secret
- 2008: Parking
- 2008: Séance familiale
- 2008: All About Women (Nüren bu huai, 女人不壞)
- 2010: Taipei Exchanges
- 2010: Ocean Heaven
- 2010: The Stool Pigeon
- 2010: Rest on Your Shoulder
- 2010: I Love You So Much
- 2011: Love in Space
- 2011: Good and Bad in Life
- 2011: Starry Starry Night
- 2011: 10+10
- 2011: Kiss, His First
- 2011: The Flying Swords of Dragon Gate
- 2012: Girlfriend, Boyfriend as Mabel
- 2013: Christmas Rose
- 2013: The Mysterious Attraction
- 2014: One Step Away
- 2014: Feuerwerk am helllichten Tage (Bairi Yanhuo, 白日焰火)
- 2019: Der See der wilden Gänse (Nanfang Chezhan De Juhui, 南方車站的聚會)

### Musikvideos
- F.I.R. – 我們的愛 (Our Love) – als weibliche Hauptrolle im Musikvideo
- Tanya Chua – 無底洞 Wudi Dong (Bottomless pit) – als weibliche Hauptrolle im Musikvideo
- Tanya Chua – 陌生人 Moshengren (Stranger) – als weibliche Hauptrolle im Musikvideo